# روبيتي
بلدية رُبَيط أو (نقحرة: روبيتي) (بالإسبانية: Rubite) هي بلدية تقع في مقاطعة غرناطة التابعة لمنطقة أندلوسيا جنوب إسبانيا.

## الديموغرافيا
بلغ عدد سكان بلدية رُبَيط 456 نسمة عام 2011 (وفقاً للمعهد الوطني الإسباني للإحصاء).
| 421 | 400 | 352 | 488 | 441 | 432 | 456 |